# ホンジュラスにおけるコーヒー生産

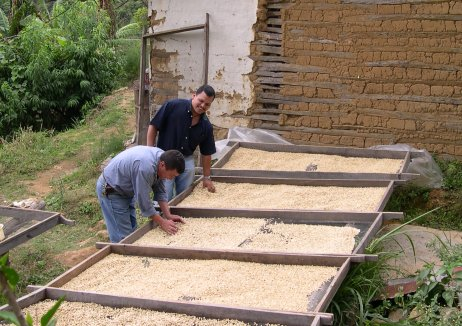
サンファンで栽培されている有機コーヒー

ホンジュラスにおけるコーヒー生産はホンジュラスの経済及び歴史において重要な役割を果たしている。2011年にホンジュラスは中央アメリカ最大のコーヒー生産国となった。

## 歴史
ホンジュラスにおけるコーヒーノキの苗木の栽培は19世紀末に始まった。多数のコーヒーのプランテーションがあったが、それらは小規模であった。ホンジュラスの土壌、気候、環境条件はグアテマラやニカラグア、コスタリカと同じであるが、交通手段や港湾の船積みのための設備の欠如が欠点であった。実際にホンジュラスからのコーヒーの輸出はなく、殆んどは国内で消費された。新しいコーヒーのプランテーションは栽培開始から4年後までには利益を出すようになり、7年後には投下資本比100から300パーセントの利益が期待できるようになった。1984年のコーヒー生産高は推計20,000キンタルであるが、輸出されたのは内10パーセントに過ぎなかった。サルバドールの港アマポーラ及びプエルとコルテスから輸出されている。1900年にはホンジュラスは54,510ペソのコーヒーを輸出した。
2010年代に入るとコーヒー畑はエルニーニョ現象から生じる旱魃、サビ病の被害を受けたこと、国際的な市場価格が大幅に下落したことにより、国内のコーヒー産業は打撃を受けた。

## 脚註
- この記事には現在パブリックドメインとなったUnited States, Bureau of Foreign Commerce's "United States consular reports: Reports from the consuls of the United States on the commerce, manufactures, etc., of their consular districts" (1894)からの記述が含まれています。

- この記事には現在パブリックドメインとなったPan American Union's "Coffee: extensive information and statistics" (1902)からの記述が含まれています。

1. ↑  Guerrero, Jean (2011年7月29日). “A Prince of the Coffee Bean Honduras Becomes Central America's Top Producer, Helping to Fuel Its Economy”. ウォール・ストリート・ジャーナル 2011年11月16日閲覧。
2. ↑  United States, Bureau of Foreign Commerce (1894). United States consular reports: Reports from the consuls of the United States on the commerce, manufactures, etc., of their consular districts (Public domain ed.). G.P.O.. pp. 402– 2011年11月15日閲覧。
3. ↑  Pan American Union (1902). Coffee: extensive information and statistics (Public domain ed.). Govt. Print. Off.. pp. 21– 2011年11月16日閲覧。
4. ↑  “日本人が知らない｢コーヒー｣生産農家の悲哀”.   東洋経済オンライン (2019年8月3日). 2019年11月19日閲覧。